# Lonely Hearts
「Lonely Hearts」（ロンリー・ハーツ）は2013年10月2日に発売された28枚目の加藤ミリヤのシングル。

## 概要
前作、『EMOTION』から約3ヶ月ぶりのリリース。
表題曲「Lonely Hearts」は、2005年に発表された3枚目のシングル『ディア・ロンリーガール』の続編ソングとなっている。「悩みもがき苦しむ全ての若者のための、時代の代弁者からのメッセージソング」として制作された。
初回生産限定盤と通常盤の2タイプでリリース。初回生産限定盤には表題曲のミュージックビデオが収録されている。

## 収録曲
| 全作詞・作曲: Miliyah。 |                                  |           |            |      |      |
| #                       | タイトル                         | 作詞      | 作曲・編曲 | 編曲 | 時間 |
| 1.                      | 「Lonely Hearts」                | Miliyah   | Miliyah    |      | 4:56 |
| 2.                      | 「Only U」                       | Miliyah   | Miliyah    |      | 3:51 |
| 3.                      | 「Aitai (Loneliness Remix)」     | Miliyah   | Miliyah    |      | 5:04 |
| 4.                      | 「Lonely Hearts (Instrumental)」 | Miliyah   | Miliyah    |      | 4:55 |
| 合計時間:               | 合計時間:                        | 合計時間: | 18:46      |      |      |

| #  | タイトル                        | 作詞 | 作曲・編曲 | 監督 |
| -- | ------------------------------- | ---- | ---------- | ---- |
| 1. | 「Lonely Hearts -Music Video-」 |      |            |      |

## 収録アルバム
- LOVELAND (#1)
- M BEST II (#1)